# Beqë Cufaj
Beqë Cufaj (ur. 3 grudnia 1970 w Dečani) – kosowski eseista, prozaik i publicysta, ambasador Republiki Kosowa w Niemczech w latach 2018–2021.

## Życiorys
Studiował lingwistykę i literaturę na Uniwersytecie w Prisztinie. W latach 90. przeprowadził się do Niemiec, gdzie w 1998 roku rozpoczął pracę jako dziennikarz w Bonn.
W 2018 roku został ambasadorem Republiki Kosowa w Niemczech, pełnił tę funkcję do 2021 roku.
Pracuje jako publicysta dla bałkańskich i zachodnioeuropejskich czasopism, między innymi dla Frankfurter Allgemeine Zeitung, Neue Zürcher Zeitung oraz Courrier International.

## Twórczość
- Shkëlqimi i huaj (2004)[2][3]
- Projekt@party (2012)[1][2][3]

## Życie prywatne
Mieszka ze swoją rodziną w Degerloch (jednego z okręgów administracyjnych Stuttgartu).
Ma córkę, piłkarkę klubu SV Hoffeld.